# Betool Khedairi
Betool Khedairi, född 27 november 1965 i Bagdad, Irak, är en irakisk författare.

## Biografi
Khedairi, som är dotter till en irakisk far och en skotsk mor, tog en BA-examen i fransk litteratur 1988 vid Mustansiriyauniversitetet i Bagdad, och delade sedan sin tid mellan Irak, Jordanien och Storbritannien medan hon arbetade i familjens företag inom livsmedelsindustrin. Från 1989 är hon bosatt i Amman i Jordanien.
Khedairi är mest känd för sin debutroman, A Sky So Close (2002) som har publicerats på flera språk såsom arabiska, engelska, italienska, franska och holländska. Romanen publicerades först i Libanon 1999 och används ofta som studiematerial i ämnet litterär kritik vid olika internationella universitet. En andra roman, Absent, kom ut 2007.